# James Grieve

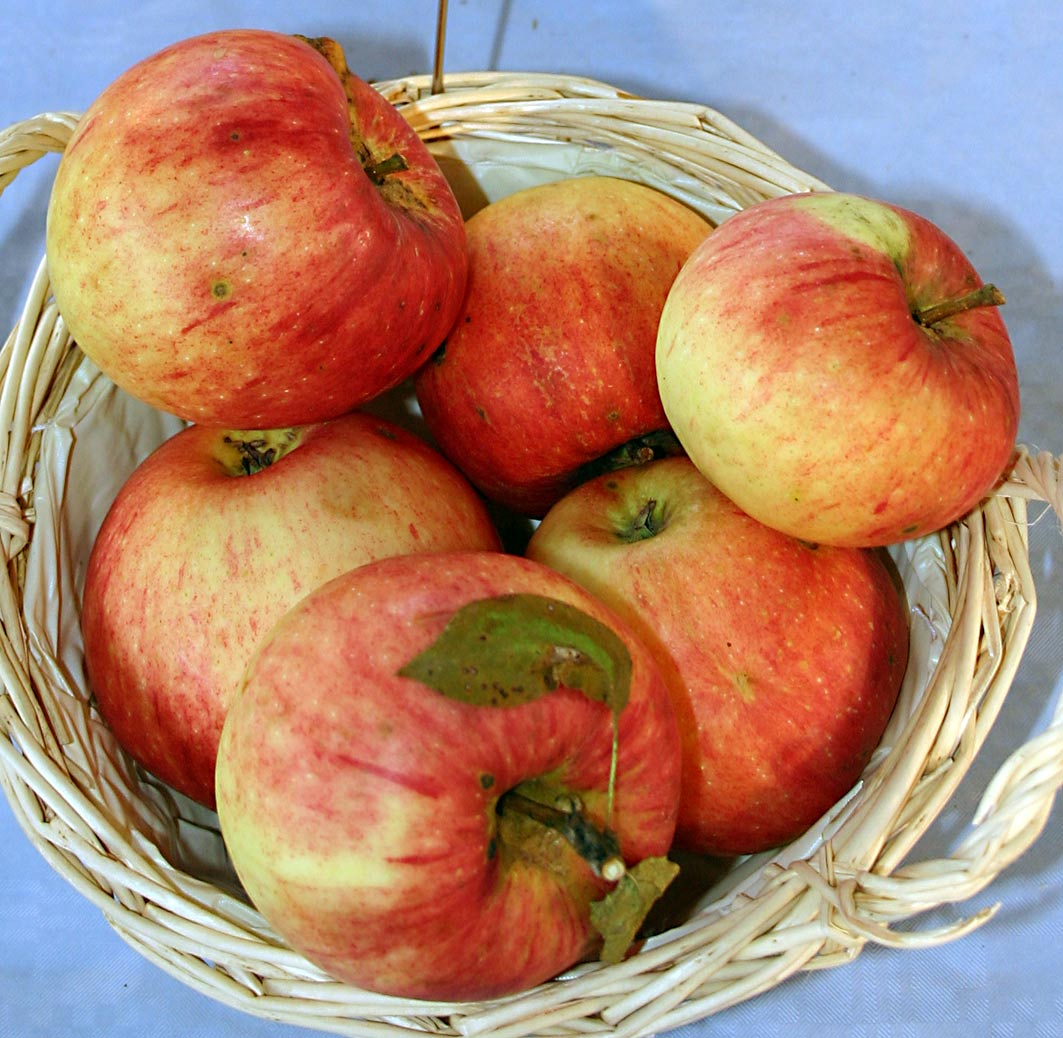
James Grieve appels

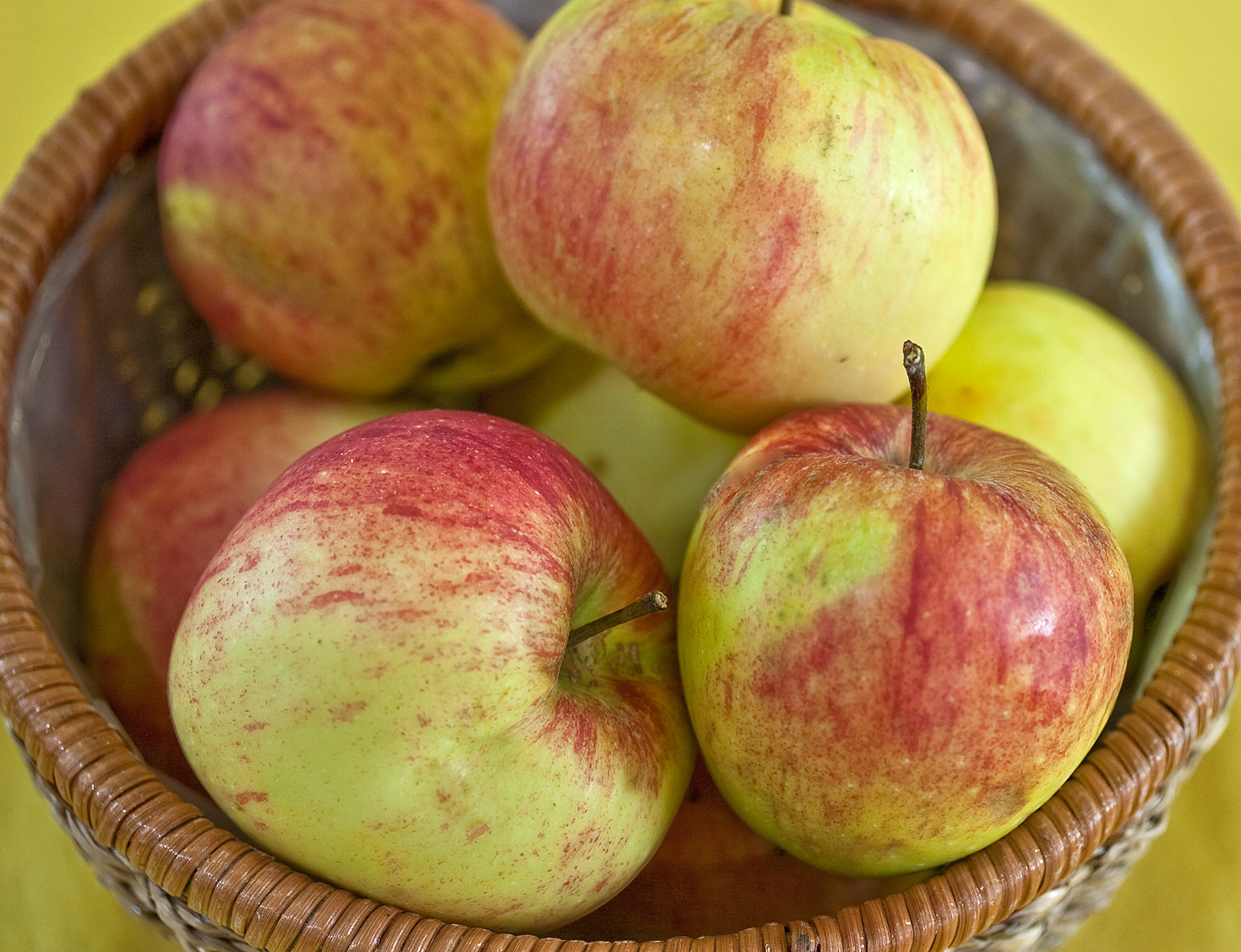
James Grieve appels

James Grieve is een appelras dat omstreeks 1890 in Schotland is ontstaan. Het dankt zijn naam aan  de teler James Grieve. De appel is een kruising tussen de Pott’s Seedling en Cox's Orange Pippin. De appels zijn geel met rode strepen en soms een rode blos. De James Grieve is een sappige appel met een zachtzure smaak.
James Grieve appels werden in heel Europa geteeld. Een nadeel van de appels is dat ze snel gekneusd raken, daarom werden ze zorgvuldig verpakt in manden gevuld met stro. De populariteit van de appel daalde tijdens de opkomst van supermarkten met zelfbediening want de appel zou te gevoelig zijn. 

## Ziekten
Behoudens kurkstip en een zekere gevoeligheid voor kanker is de appel resistent tegen de meeste ziektes en kwalen.